# Ireen Wüst
Ireen Wüst (n. 1 aprilie 1986, Goirle⁠(d), Brabantul de Nord, Țările de Jos) este o sportivă ce a reprezentat Țările de Jos, medaliată olimpică. A participat la 5 ediții ale Jocurilor Olimpice (2006, 2010, 2014, 2018, 2022) în care a câștigat 6 medalii de aur, 5 medalii de argint și două medalii de bronz.